# 普卢扎内
普卢扎内（法語：Plouzané，法語發音：[pluzane]），法国西北部城市，布列塔尼大区菲尼斯泰尔省的一个市镇，隶属于布雷斯特区，其市镇面积为33.14平方公里，2022年1月1日时人口数量为13,437人，在法国城市中排名第754位。
普卢扎内位于菲尼斯泰尔省西北部，布雷斯特市区西侧，是布雷斯特近郊重要的卫星城。

## 地名来源
“普卢扎内”一名最初于1330年以“Ploesanae”的形式被记载，其中“普卢”一名来源于古拉丁语单词“plebs”，意为“朝圣地”，现为布列塔尼地区一个常见地名前缀；“扎内”一名则来源于天主教圣人萨内。

## 历史
普卢扎内的出现与天主教圣人萨内有关。中世纪初期，当地出现了一处为纪念萨内而建的教堂。中世纪中期，普卢扎内长期为一处普通村落。17世纪时，黎塞留曾主持在普卢扎内附近建立海军基地，此后逐渐发展成为布雷斯特港。法国大革命后，普卢扎内成为菲尼斯泰尔省的一个市镇。工业革命期间，一条地方铁路从普卢扎内经过，后被废弃。二战后，随着布雷斯特的城市扩张，普卢扎内人口数量快速增加，成为布雷斯特西部重要的卫星城。

## 地理

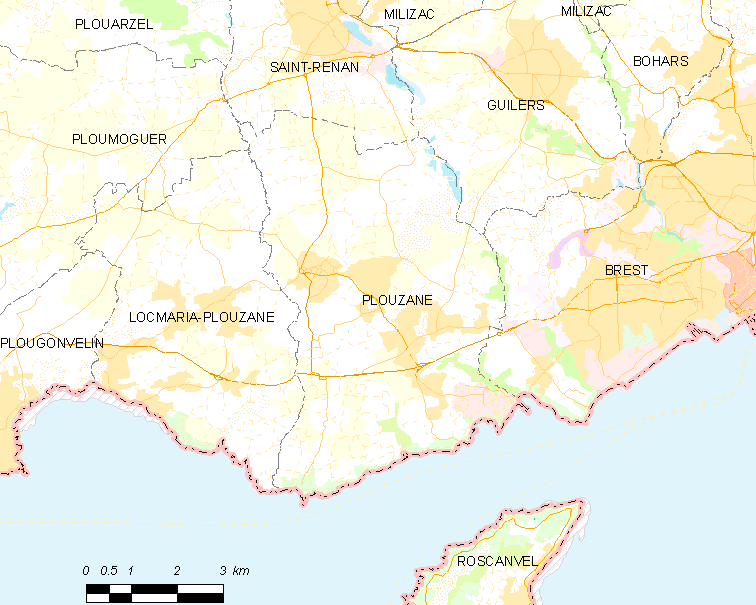
普卢扎内市镇范围地图

普卢扎内位于法国西北部，布列塔尼大区西北部和菲尼斯泰尔省北部偏西，距离省会坎佩尔大约87公里。与普卢扎内接壤的市镇包括：布雷斯特、吉莱尔、洛克马里亚-普卢扎内、普卢莫盖尔、圣勒南。

### 地形
普卢扎内位于阿摩里卡丘陵西北部，境内以丘陵为主，市镇中心地势较为低洼，反而靠海地带地势偏高，全境海拔在0到102米之间。

### 水文
一条名叫“阿莱古埃特”（Allégouet）的小溪自南向北流经境内，该河是伊尔迪特近湾河的支流。

### 植被
普卢扎内属于温带阔叶混交林区，保罗·拉勒尔公园（Parc Paul Lareur）是当地主要的城市绿地公园。
在鲜花城市的评比中，普卢扎内暂未被评级。

### 气候
普卢扎内在柯本气候分类法中属于温带海洋性气候。

## 行政区划
普卢扎内是法国布列塔尼大区菲尼斯泰尔省的一个市镇，编号为29212。普卢扎内隶属于布雷斯特区、菲尼斯泰尔省第三选区和布雷斯特第三县，同时也是布雷斯特都会区的组成部分。
法国国家统计与经济研究所（简称）在进行数据统计时，将普卢扎内及相邻的另外六个市镇设为布雷斯特城市核心区，并将包括核心区在内的周边共51个市镇设为布雷斯特城市区。自2020年起，布雷斯特城市区被包含68个市镇的布雷斯特城市辐射区代替。此外，还将普卢扎内市镇分为了6个“块区”（IRIS），以便于统计人口分布情况。

## 交通

### 公路
菲尼斯泰尔省省道D12线、D38线和D789线在普卢扎内境内交汇，布列塔尼大区下属的城际客运提供巴士线路，可前往勒孔凯。
2017年，87.8%的普卢扎内家庭拥有至少一辆私人汽车。2019年，普卢扎内境内共发生各类交通事故6起，造成1人遇难，7人受伤。

### 铁路
距离普卢扎内最近的铁路车站为布雷斯特站。

### 航空
距离普卢扎内最近的民用航空站为布雷斯特机场，距离普卢扎内市中心的公路里程约23公里。

### 城市公共交通
普卢扎克是布雷斯特城市公共交通（商业名称为）的服务范围，后者是布雷斯特都会区的城市公共交通系统。截至2021年5月，该系统的公交2路、10路、11路和21路经过普卢扎内市区。

## 政治

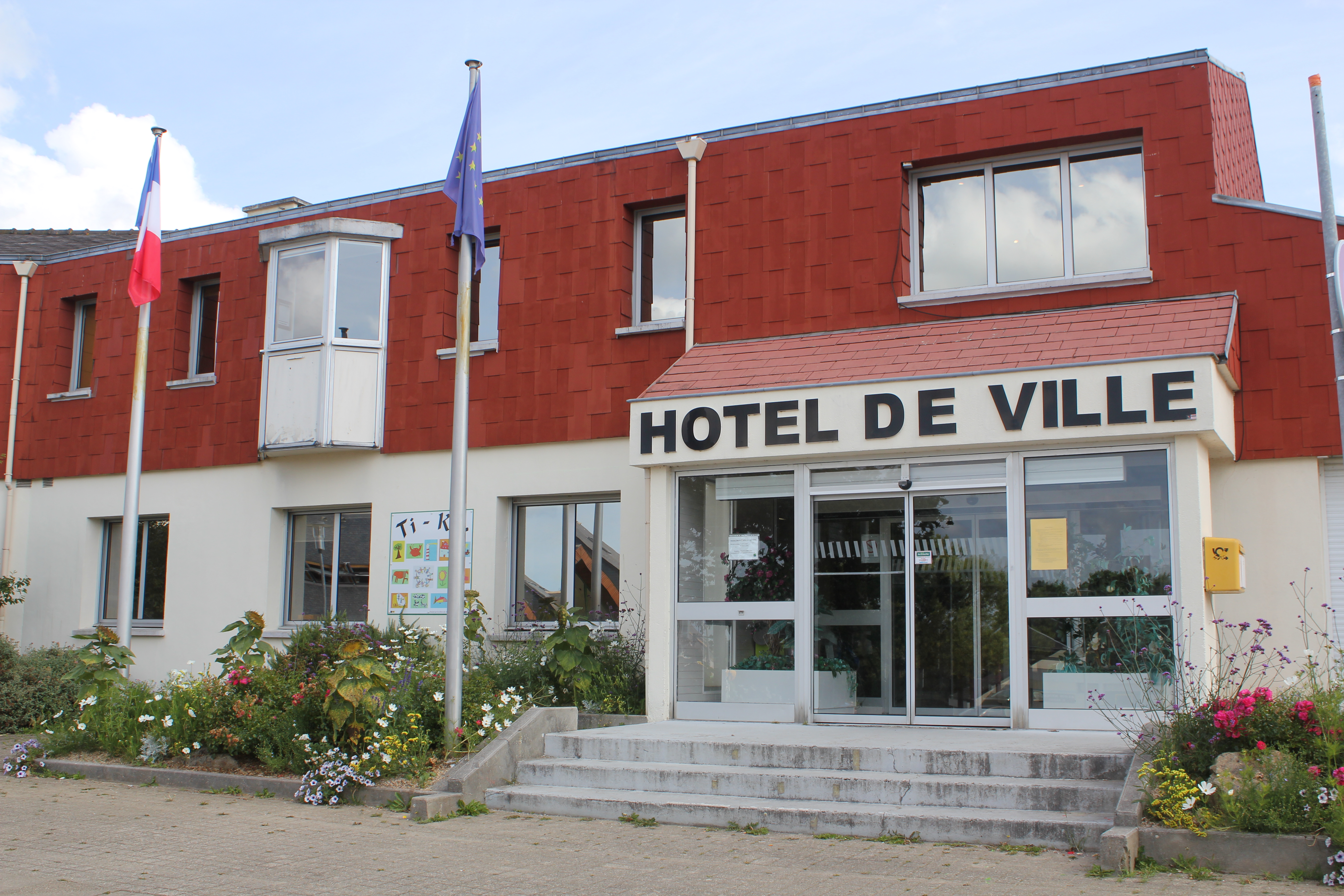
普卢扎内市政厅

普卢扎内的现任市长为伊夫·迪比先生（Yves Du Buit），他是民主运动的一名成员，在2020年的市政选举中获得了45.27%的支持率。
在2017年的法国总统大选中，法国第25任总统埃马纽埃尔·马克龙在普卢扎内获得了77.89%的支持率。

## 人口
2018年，普卢扎内市镇人口数量为12,979，在法国排名第754位。其中男性6,468人，女性6,354人，75岁及以上人口占7.5%，外籍人口数量为2,535人，人口密度为392人/平方公里，当地居民被称为（男性）或（女性）。2019年，普卢扎内境内出生112人，死亡人口81人。
| 年份   | 1936  | 1946  | 1954  | 1962  | 1968  | 1975  | 1982  | 1990   | 1999   | 2006   | 2011   | 2016   | 2018   |
| ------ | ----- | ----- | ----- | ----- | ----- | ----- | ----- | ------ | ------ | ------ | ------ | ------ | ------ |
| 人口數 | 2,166 | 2,075 | 2,172 | 2,026 | 3,002 | 5,167 | 8,845 | 11,400 | 12,045 | 11,742 | 11,928 | 12,763 | 12,979 |

## 经济

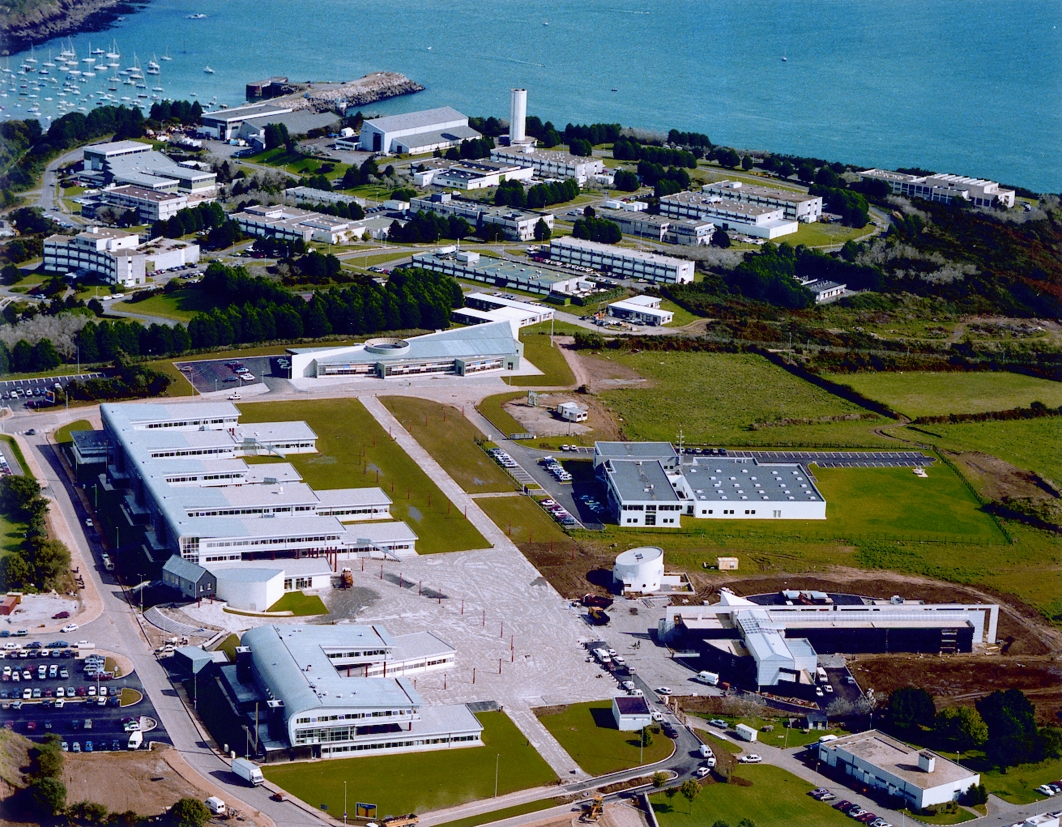
普卢扎克境内的工业园

普卢扎内是布雷斯特西部的一个卫星城，当地共有各类用人单位882家，平均历史为14年，其中97.34%为中小型企业（PME）。（机械）、（工程）及（软件销售）是当地2019年营业额最高的三个企业，分别为4,870,897欧元、2,166,267欧元和816,507欧元。

## 财政收入
2019年，普卢扎内的财政收入总额为10,292,000欧元，财政支出总额为8,035,620欧元，当年的债务总额为2,475,840欧元。2020年，普卢扎内共获得2,477,453欧元的国家财政补助，与上一年基本持平。
2017年，普卢扎内的人均月收入总额为2,224欧元，其中高级职员为3,542欧元，低于法国平均水平（4,214欧元）；中级职员为2,186欧元，低于法国平均水平（2,353欧元）；普通职员为1,657欧元，亦低于法国平均水平（1,690欧元）。
2017年，普卢扎内境内的青壮年（15至64岁）失业率为9.3%，当地58.7%的家庭拥有纳税资格，平均纳税2,796欧元，低于法国平均水平（3,888欧元）。

## 社会事务

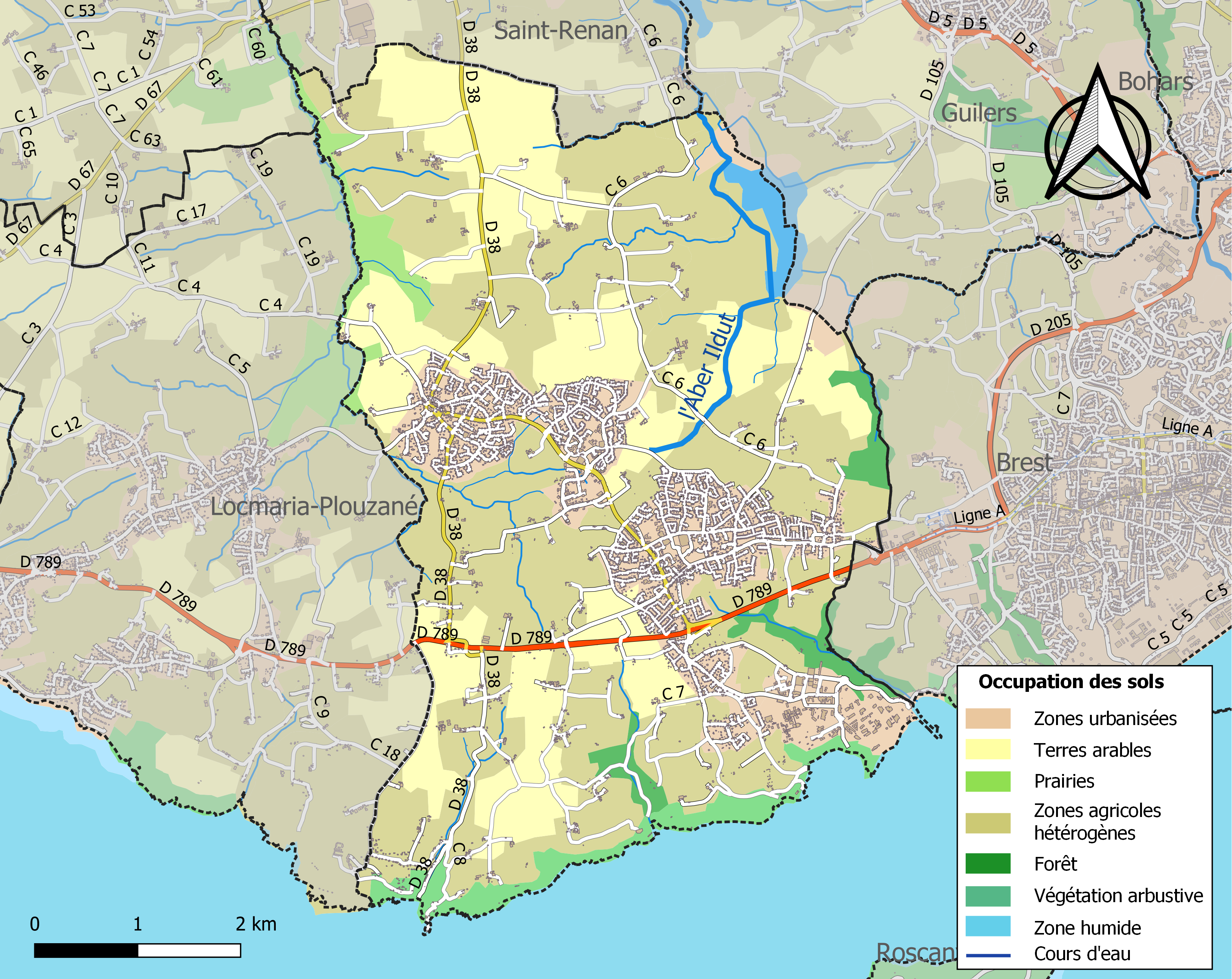
普卢扎内土地利用地图

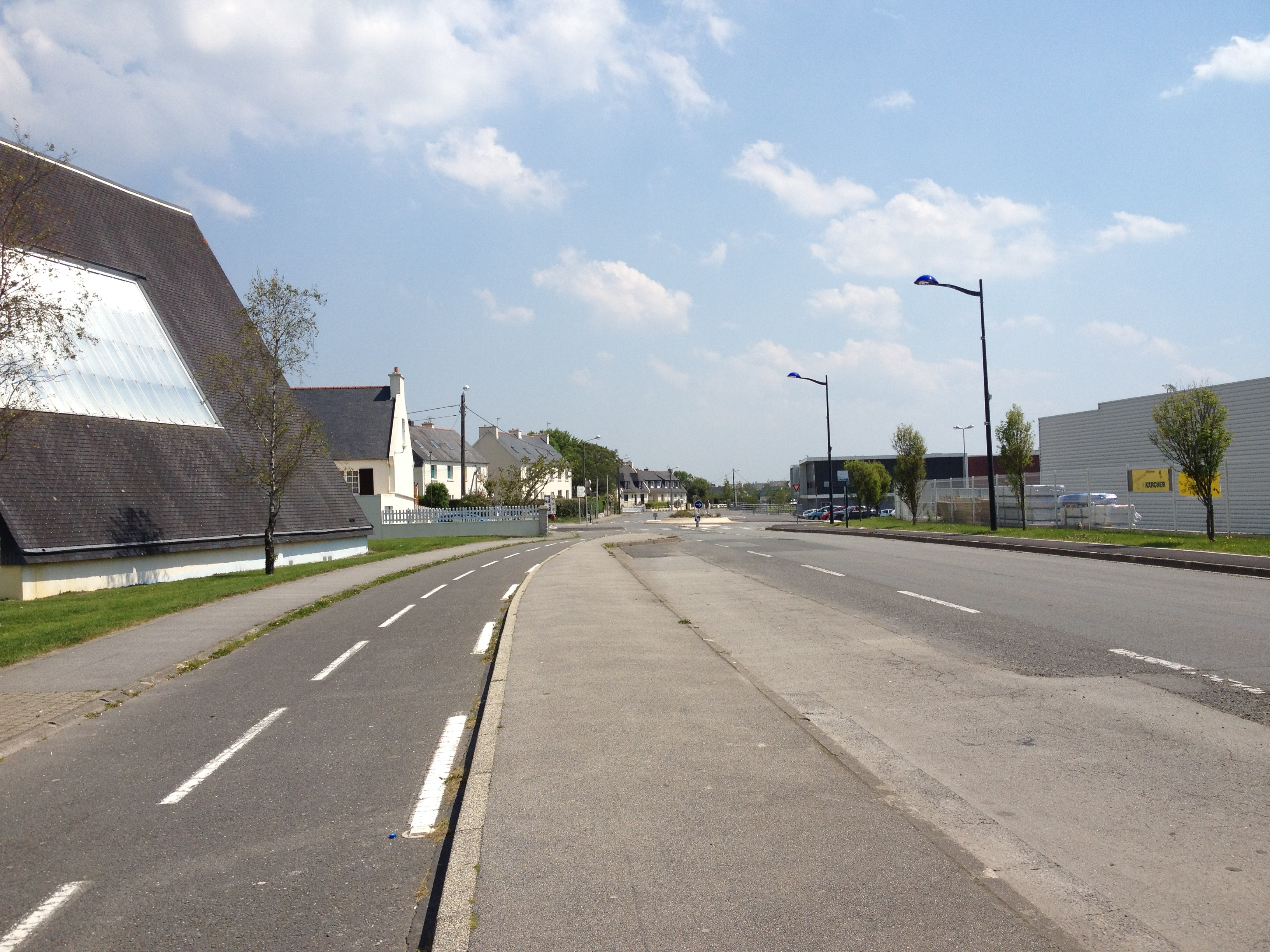
普卢扎内的一条街道

### 教育
普卢扎内属于雷恩学区。截止2019年1月1日，普卢扎内境内共有0所幼儿园、6所小学和3所初级中学。2018至2019学年度，普卢扎内境内共有在校中等教育阶段学生1,088名。

### 医疗
截止2019年1月1日，普卢扎内境内共有全科医生9名、保健师6名、牙医8名、护士21名和助产士1名。境内共有药房4家、养老院1家。
普卢扎内是布雷斯特大学中心医院的服务范围，其主病区“卡瓦勒布朗什中心医院”（Centre Hospitalier de la Cavale Blanche）距离普卢扎内市区的正常车程在10分钟以内。

### 住房
2017年，普卢扎内境内共有各类住房5,487套，其中81.5%为独立式居民区，17.7%为集中式居民区。常住房屋占普卢扎内市镇范围内居民建筑总量的95.1%。
在住房保障政策方面，2017年，普卢扎内境内共有1,180户家庭获得了住房经济补助，受益人数占总人口数量的9.2%，其中1,096份为房租补助。

### 商业
2019年，普卢扎内境内共有各类实体商铺125家，其中餐厅10家、大型超市4家、杂货店1家、面包房4家、肉铺2家、银行门店5家、美容美发店9家、汽车维修店13家。市中心建有一家Intermarché超市。

### 体育
2019年，普卢扎内境内共有4间体育馆、2座综合体育场、4处网球场、2处马术场、9处足球或橄榄球场以及3处篮球或排球场。
普卢扎内足球体育俱乐部（Plouzané A.C Football）是当地的一支足球队，2021至2022赛季参加法国全国丙组联赛（法戊）。

### 环境
普卢扎内的环境事务由其所属的公共社区负责。2019年，普卢扎内境内暂无污染企业。

### 治安
2019年，普卢扎内市镇范围内有1处宪兵队。
2014年，普卢扎内及附近地区共发生各类案件3,601起，其中盗窃类案件2,471起，经济类案件429起，毒品交易类案件138起。

## 文化

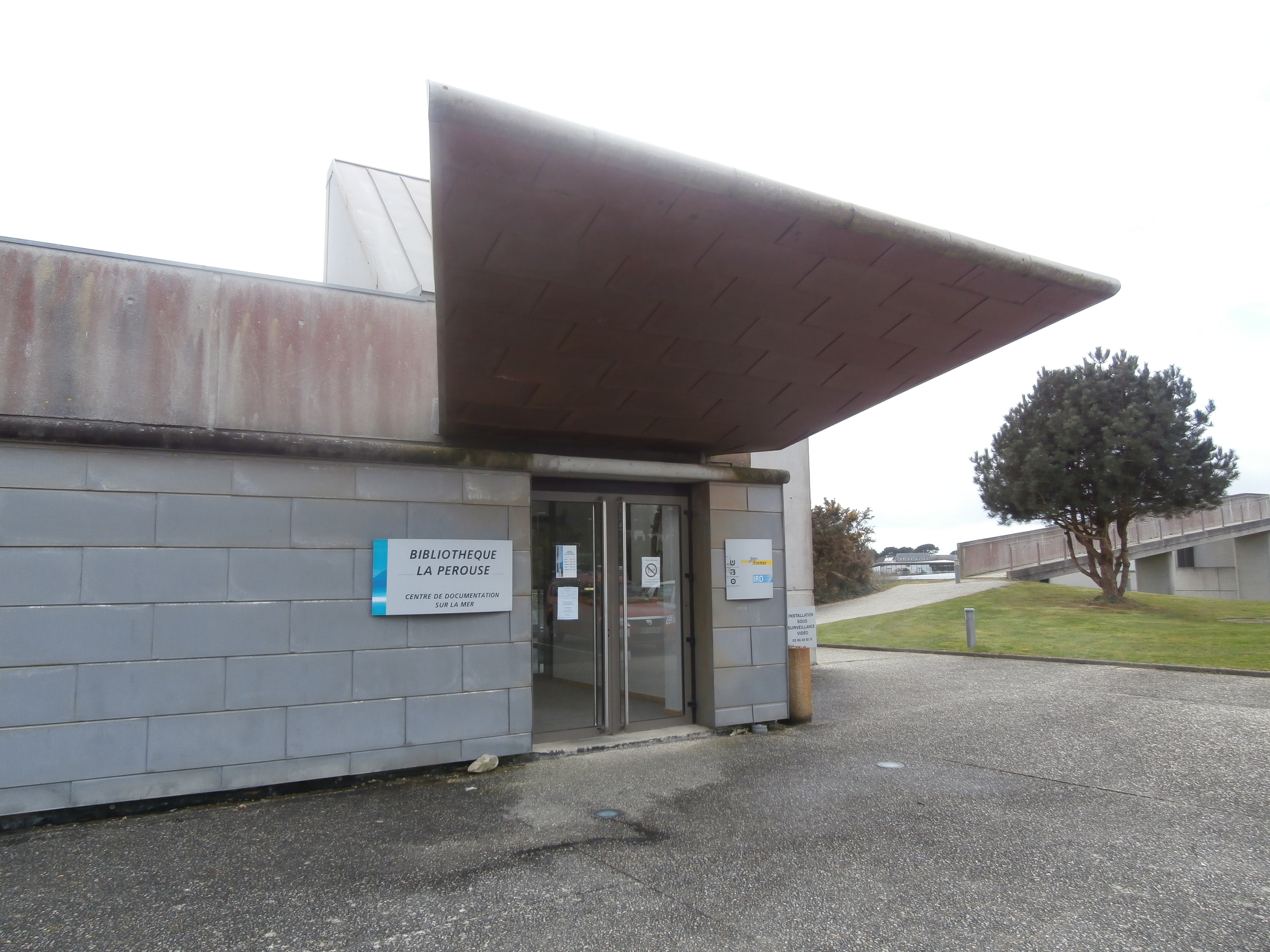
普卢扎内市政图书馆

2019年，普卢扎内境内有1家剧场。普卢扎内市政府提供多媒体中心，向公众全年开放。

### 建筑
普卢扎内境内有多处历史建筑，其中小米努城塞、博多努小教堂等为当地的代表性建筑物。

### 旅游
普卢扎内的旅游事务由其所属的公共社区负责。2020年，普卢扎内境内共有1家酒店共计9间房间。

### 媒体
法国主要的媒体均可在普卢扎内接收，法国电视三台下属的布列塔尼大区频道在部分时段播出普卢扎内所属区域的地方新闻。

## 友好城市
截至2021年5月，普卢扎内共与4座城市互为友好城市关系：
- 德国 施泰勒
- 義大利 切卡诺
- Pencoed
- 爱尔兰 Kilrush